# Felix Möller
Felix Möller (Henstedt-Ulzburg, 4 de septiembre de 2002) es un jugador de balonmano sueco que juega pívot en el Aalborg Håndbold. Es internacional con la selección de balonmano de Suecia.
Su primer gran campeonato con la selección fue el Campeonato Europeo de Balonmano Masculino de 2022, en donde Suecia ganó la medalla de oro.

## Palmarés

### Selección nacional
| Campeonato Europeo | Campeonato Europeo   | Campeonato Europeo | Campeonato Europeo |
| Año                | Lugar                | Medalla            |                    |
| ------------------ | -------------------- | ------------------ | ------------------ |
| 2022               | Hungría y Eslovaquia | Medalla de oro     |                    |

### IK Sävehof
- Liga de Suecia de balonmano (2): 2021, 2024
- Copa de Suecia de balonmano (1): 2021

## Clubes
| Club             | País      | Año         |
| ---------------- | --------- | ----------- |
| IK Sävehof       | Suecia    | 2019 - 2024 |
| Aalborg Håndbold | Dinamarca | 2024 - Act. |